# Двері

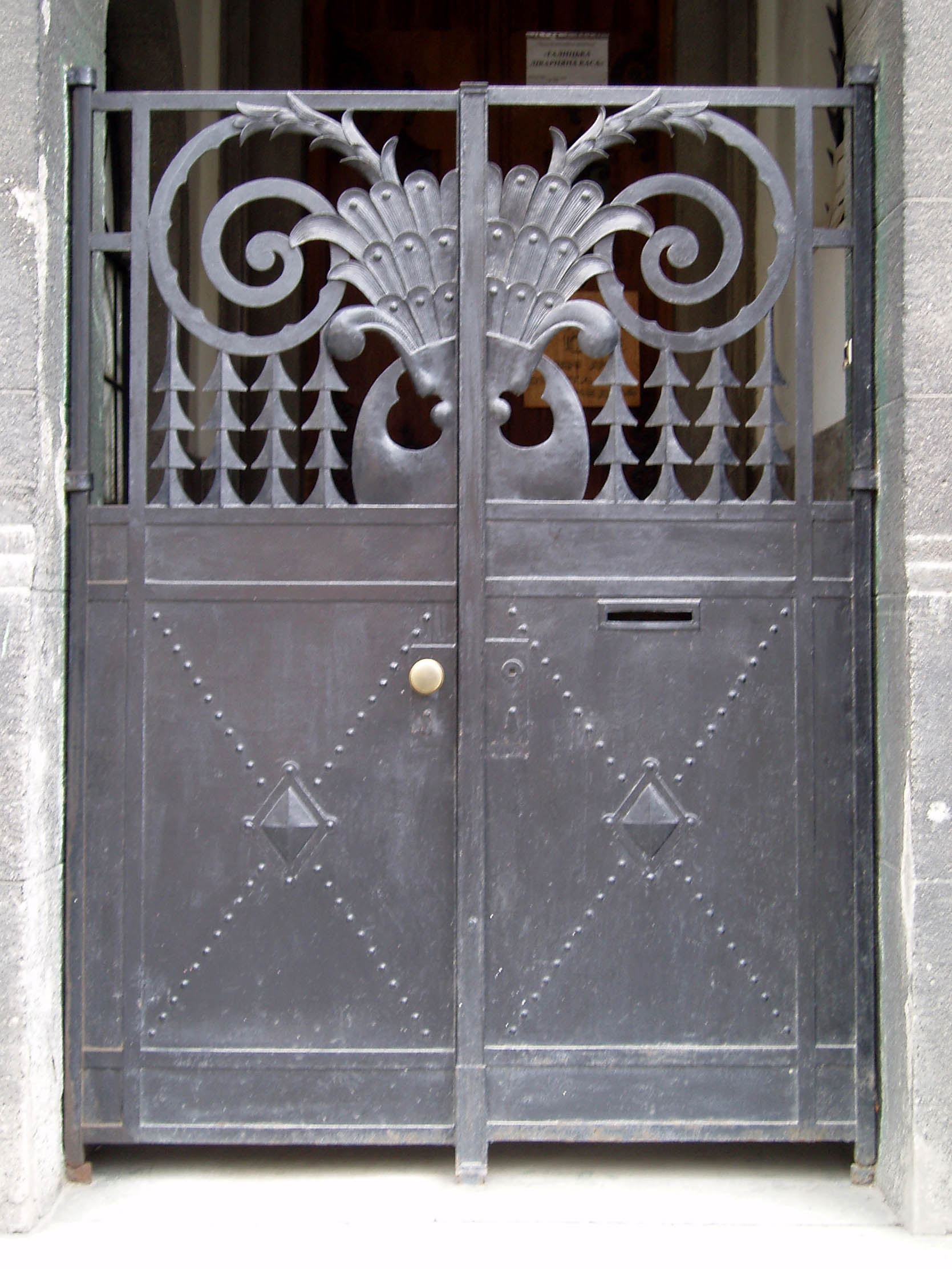
Двері

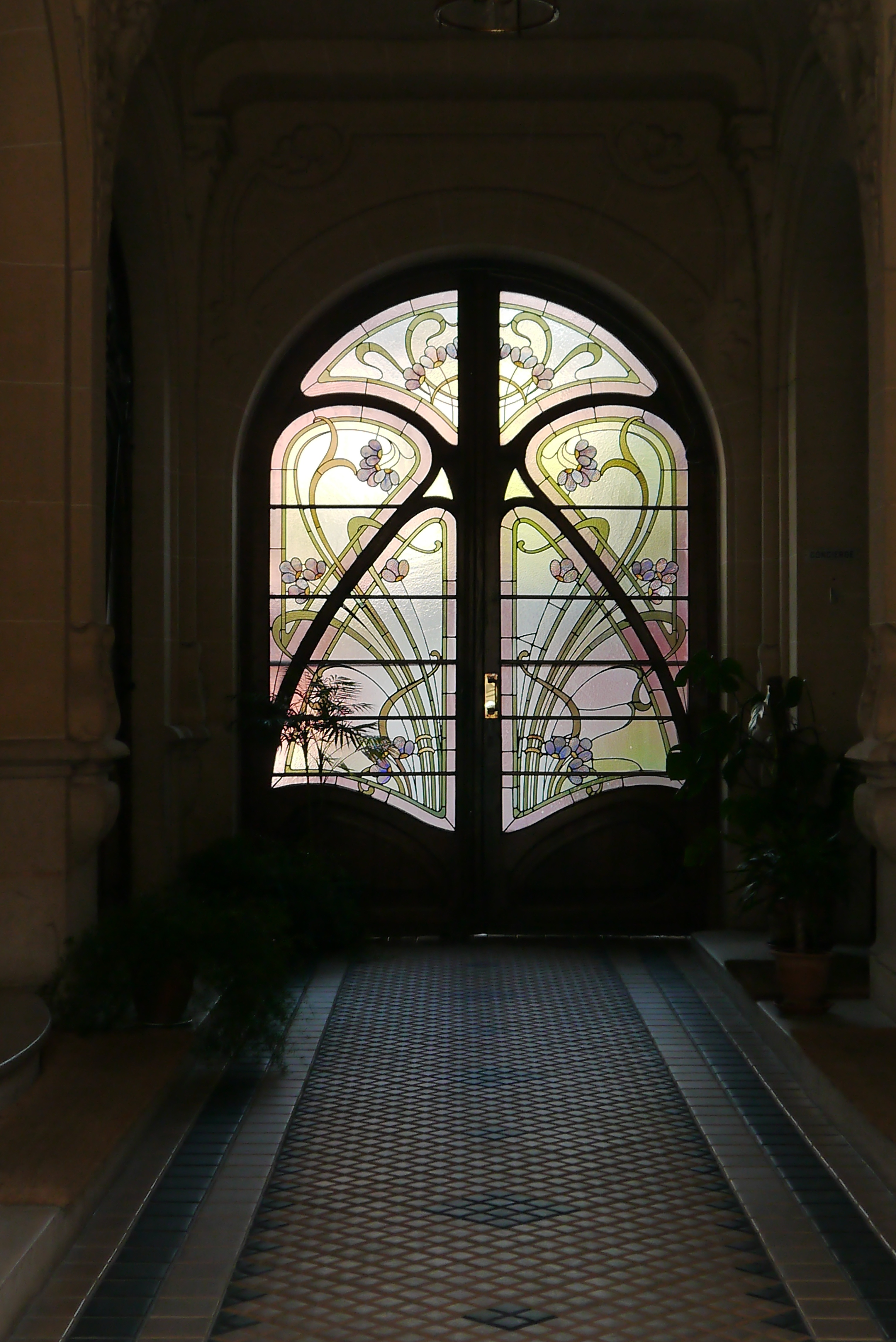
Арх. Жорж Гійон. Двері з вітражем, 1903 р. Франція.

Две́рі — щитова конструкція та її облаштунки (коробка), яка перекриває чи звільняє отвір у стіні, що його відкривають, щоб входити — виходити.
Двері призначені, щоб перекривати (положення «зачинено») та звільняти (положення «відчинено») отвір (вхід-вихід) в стіні будівлі та проходи між внутрішніми приміщеннями. В положенні «зачинено» двері захищають внутрішній простір від вітру, пилюки, комах, диких чи домашніх тварин, а також сторонніх осіб.
Двері можуть мати естетичне, символічне, ритуальне призначення. Отримання ключа від дверей може означати зміну статусу з аутсайдера на інсайдера. Двері та дверні отвори часто з'являються в літературі та мистецтві з метафоричним чи алегоричним значенням як передвістя змін.

## Історія
Ранні будівлі людей не були міцними, тому першими дверима були завіси: шматки шкір впольованих тварин, зроблені з трави чи очерету циновки, пізніше — повстяні полотна та килими (у кочовиків в юртах). Відносно міцними були щити з тонких гілок, вплетених в середину рами рамки з товстіших паль. Такі конструкції перекриття проходів легко відсовувались і часто зовсім не мали зв'язку зі стінами. Їх встановлювали на ніч, чи виходячи на довгий час.
З часом, одну сторону рамної конструкції почали прив'язувати до вертикальних паль проходу жмутиком трави, шворками чи ремінцями. Так її легко було повернути до стіни, тим самим відкривши прохід. Саме звідси з'явивсь термін «петлі». На ніч такі двері так саме прив'язували з другого боку.
Міцні двері з деревини досить пізній винахід людства, що став потрібним  в місцях щільного міжродового заселення чи важких кліматичних умов. Африканські скотарі масаї і сьогодні мають традиційні домівки з каркасом сплетеним з тонких гілок та обмазаних коров'ячим гноєм. Вони мають відкритий вхід (без дверей), бо вхід  до житлового простору здійснюється через невеличку прибудову, вхід в яку під кутом 90 градусів до входу в будівлю. Тварина просто не може там розвернутися. В українських хатах двері робили невисокими — від 1,2 до 1,5 метрів.
Сучасні щитові двері розрізняють на зовнішні і внутрішні, подвійні й одинарні. За числом дверних стулок двері бувають одностулкові, півторачні і двостулкові. За способом відчиняння можна виокремити: двері, що відчиняються в один або обидва боки; двері обертові (турнікети); двері складані, відкотні і піднімні (шторні). Двері виробляють з дерева, металу, скла. Число дверей і їхні розміри визначають для кожного приміщення залежно від потрібної пропускальності та розмірів устаткування.
У виробничих і складських будинках часто обладнують ворота для проїзду транспортних засобів, забезпечення механізації вантажно-розвантажувальних робіт тощо.

## Види дверей
За типом:
- міжкімнатні
- вхідні
- вуличні

За покриттям:
- шпоновані;
- ламіновані;
- скляні;
- масив;
- двері з покриттям емалі.

За призначенням:
- двері в квартиру;
- двері для дачі;
- офісні двері;
- двері в будинок;
- для технічних приміщень.

За конструкцією та способом відчиняння:
- одностулкові;
- двостулкові, з відчиненням в один і в обидва боки;
- відкотні;
- суцільні;
- із заскленням.

## Конструкції
За способом відчиняння дверей розрізняють:
- двері розчинні;
- двері відкотні;
- двері обертальні;
- двері-половинки.

## Дизайн
Двері за дизайном поділяють на:
- глухі двері;
- двері зі скляними вставками.

## Елементи конструкції
- Дверне полотно — стулка дверей, містить такі елементи:
  - Стійки — бокові планки дверного полотна, включають внутрішню (до якої кріпляться завіси) і зовнішню;
  - Фільонка — щиток із тонкої дошки, фанери або іншого матеріалу в каркасі дверей, що поміщається між стійками і перемичками;
- Дверна коробка, одвірки — рама дверей, містить такі елементи:
  - Бокові одвірки;
  - Верхній одвірок, надпоріжник;
  - Поріг;
- Завіси, петлі — шарніри, на яких стулка дверей кріпиться до одвірка;
- Наличник, лиштва — декоративні планки, що прикривають щілини між коробкою і стіною;

Додатково можуть бути обладнані пристроями замикання — засувами, закладними чи підпорними брусами, протиз'ємними штирями, замками тощо.
Вологостійкі міжкімнатні двері не зазнають деформації та перепадам температури. Завдяки захисному покриттю зберігається початковий стан, та такі міжкімнатні двері є екологічними та відповідають санітарно-гігієнічним нормам, що дає можливість використання їх в таких закладах як: лікарні, профілактичні санаторії, басейни та сауни, школи та дитячі садки, ВНЗ та ін.
Вибір вологостійких дверей нині досить великий. Виробники пропонують неймовірно широкий асортимент, причому матеріал виконання може бути досить різний:
- двері з ПВХ;
- шпоновані;
- з масиву;
- скляні;
- облицьовані пластиком.

## Галерея

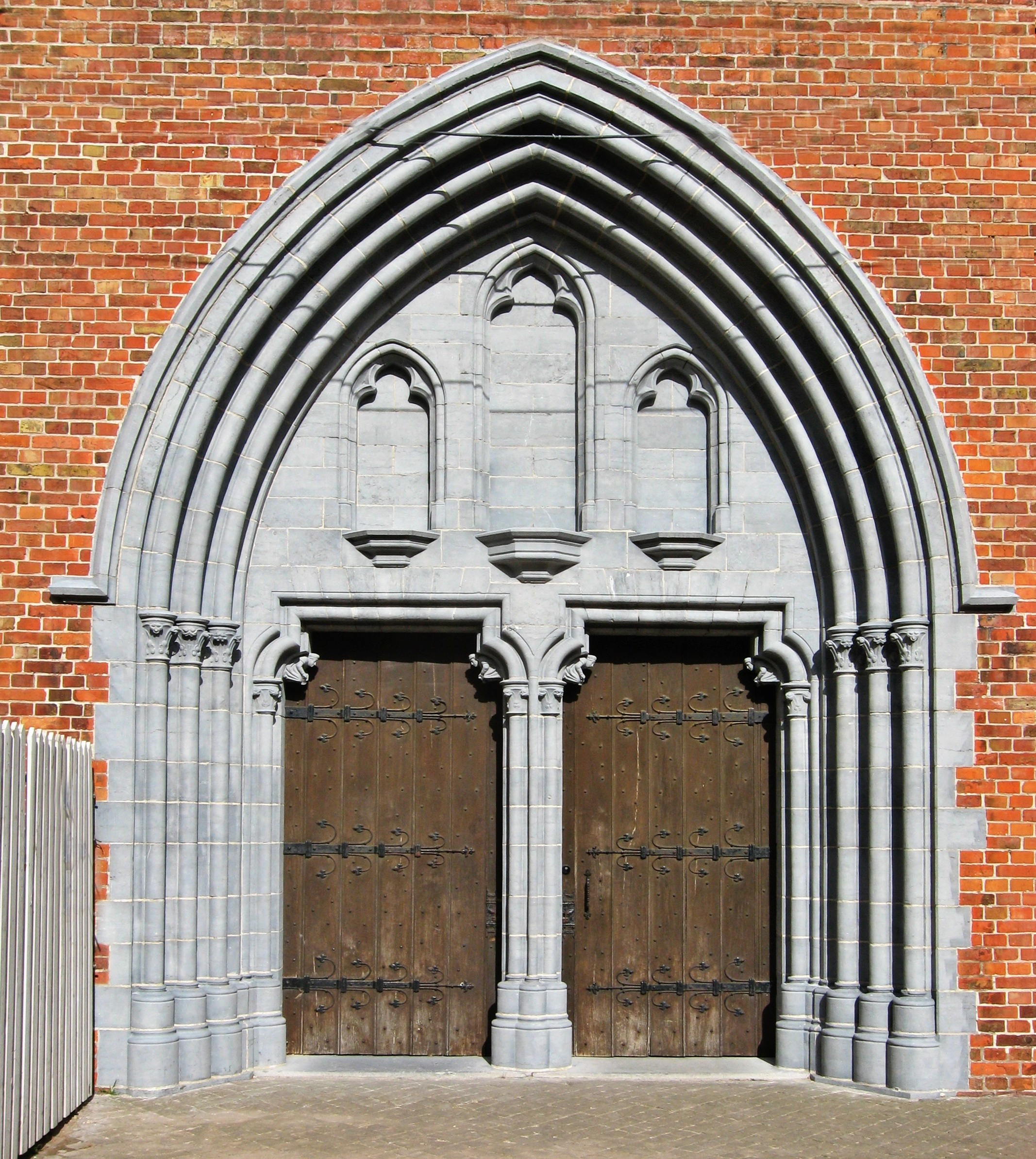
Двері готичної церкви, Бельгія.
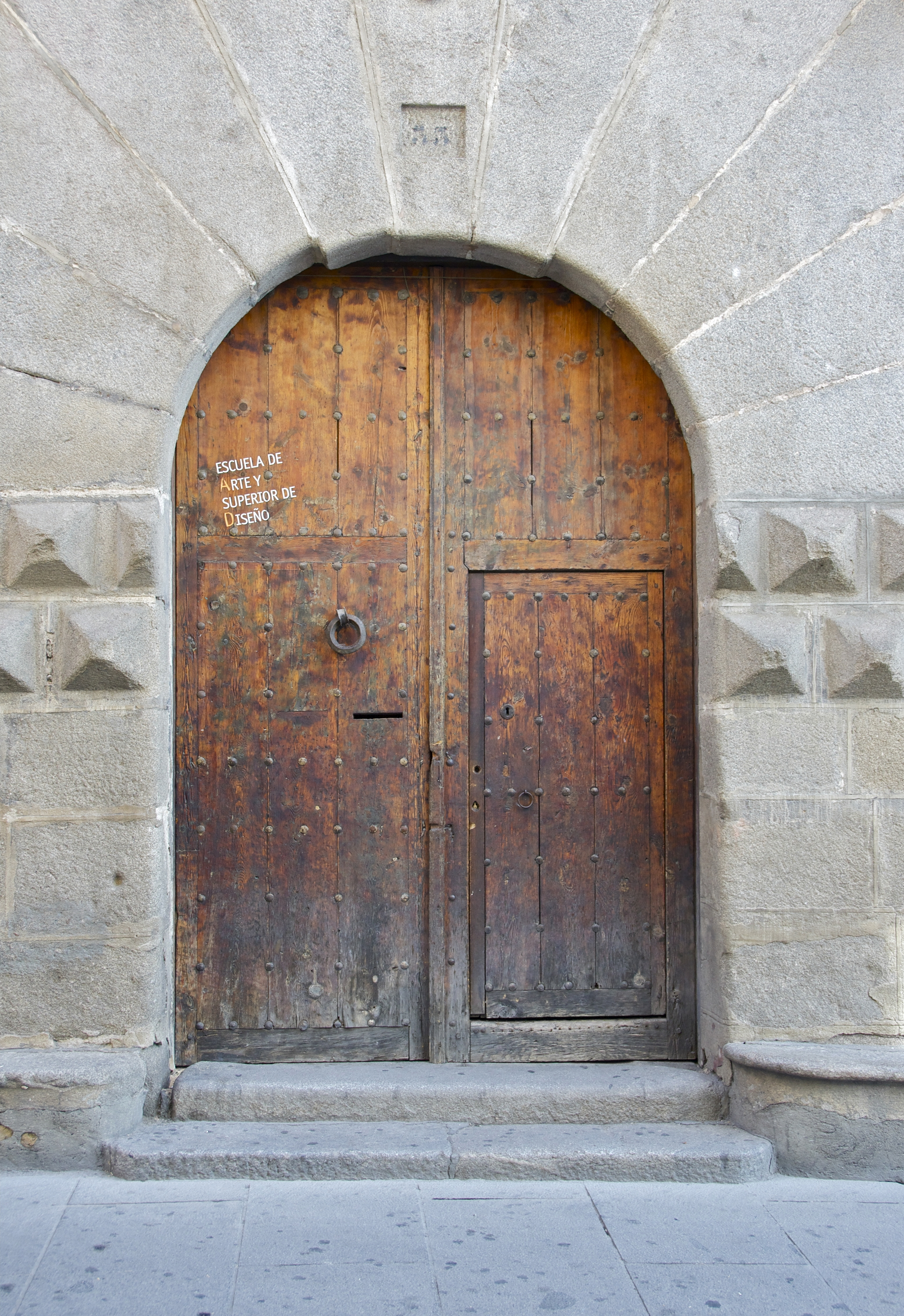
Двері будинку де лос Пікус 15 ст., Сеговія, Іспанія
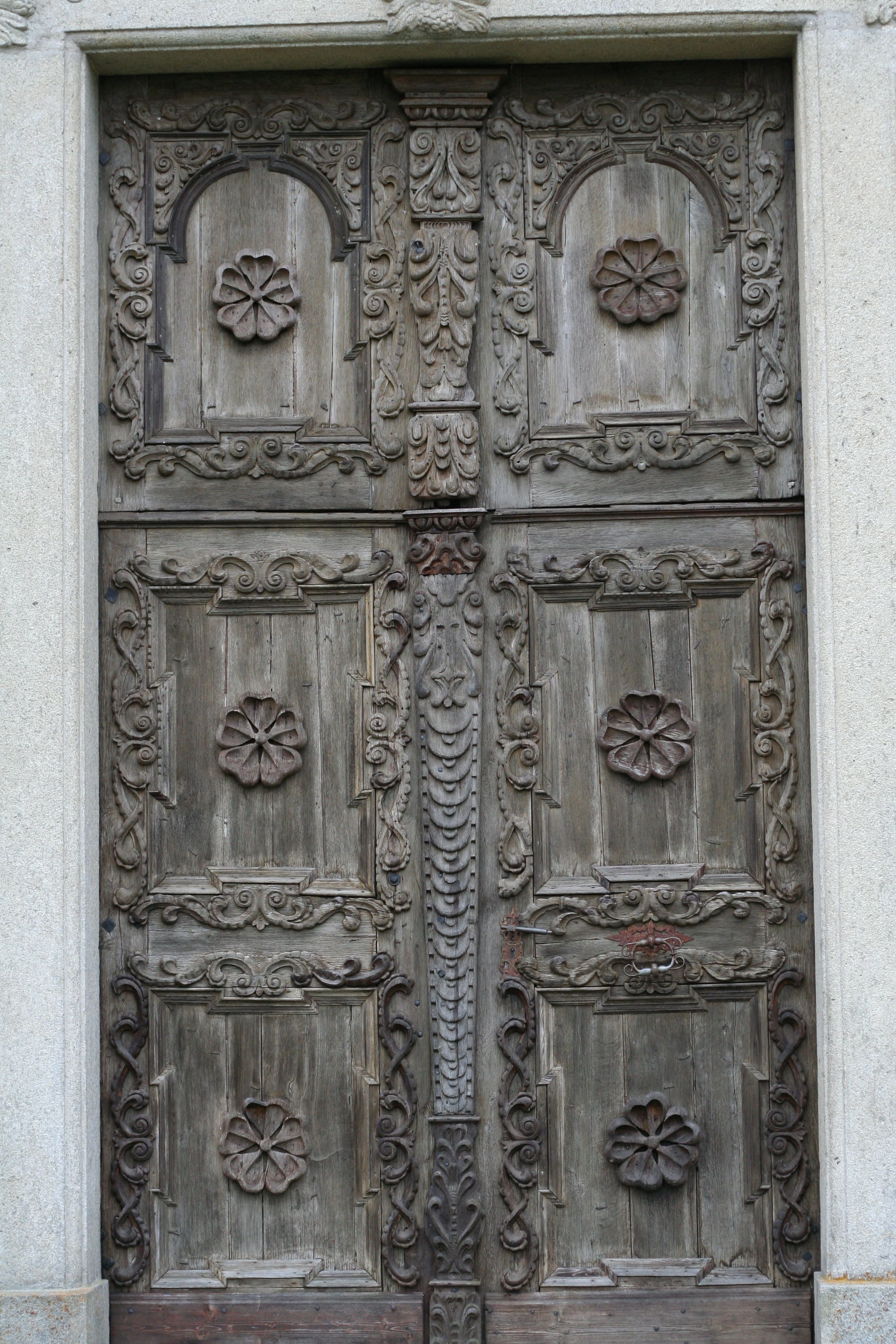
Різьблені двері, костел Св. Трійці. Їндржихов Градец.
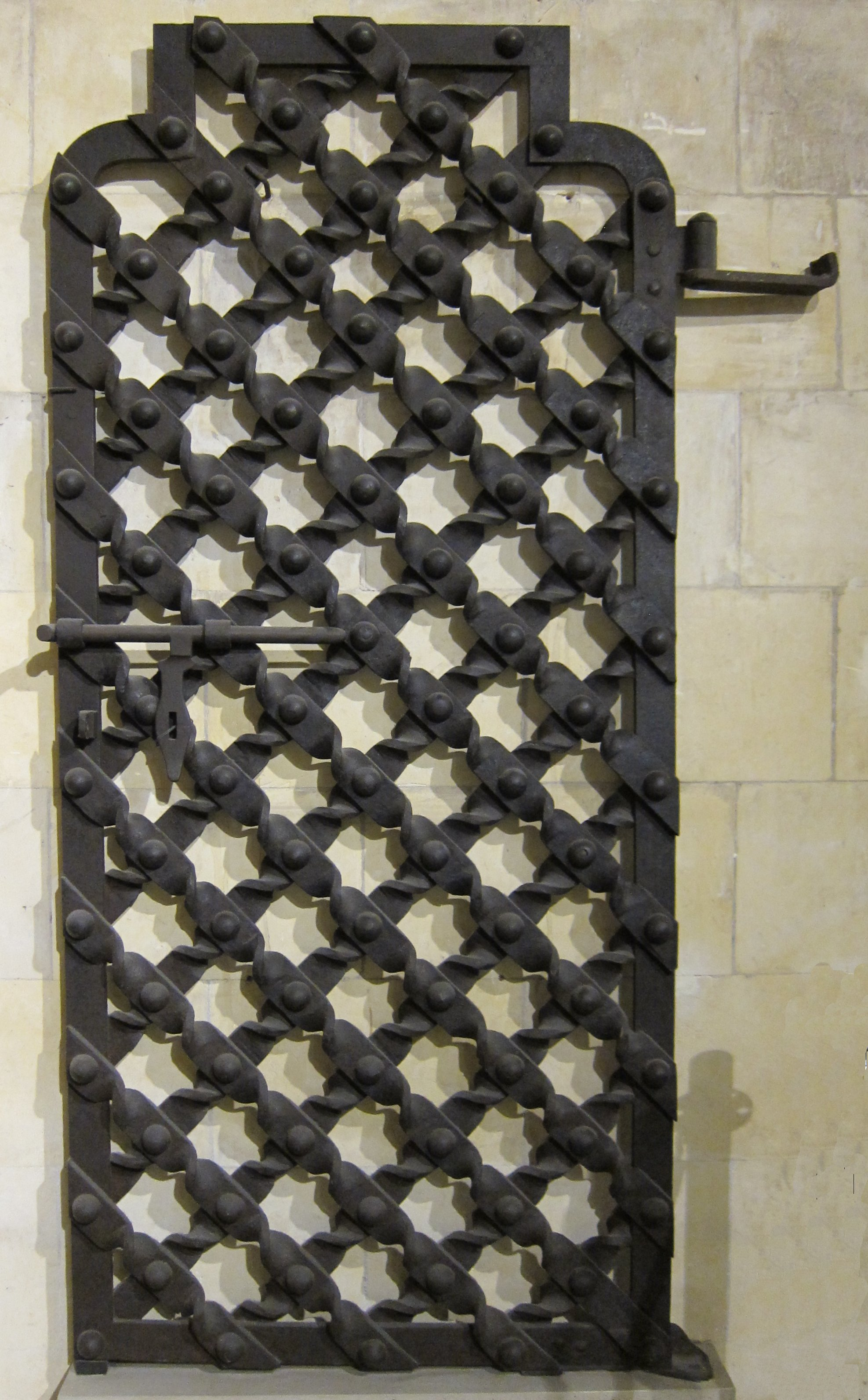
Антоніо Гауді, двері для собору Саграда Фамілія, Барселона.
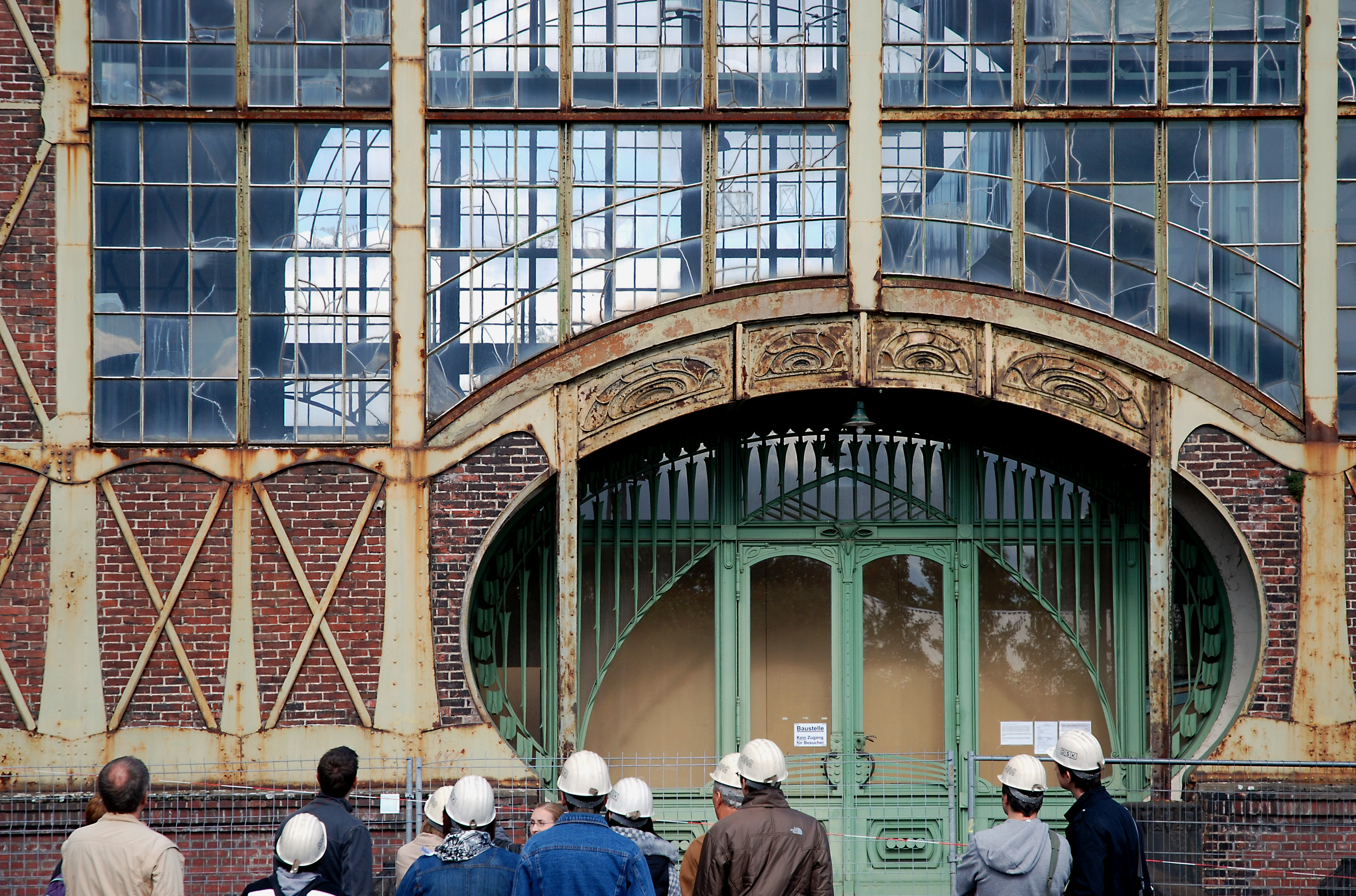
Металеві двері доби сецесії, Дортмунд.